# Gorce (Gebirge)
Die Gorce sind ein Gebirgszug der Westbeskiden in Polen.
Sie wurde schon im Jahre 1254 als item mons Gorcz nuncupatus erwähnt.

## Geographie
Die Gorce grenzen im Nordwesten durch die Raba sowie im Nordosten durch Mszanka und Kamienica an die Inselbeskiden. Der Dunajec bildet die Grenze zu den Sandezer Beskiden (Beskid Sądecki) im Osten sowie dem Neumarkter Becken (Kotlina Nowotarska) im Süden. Die Grenze zu den Pieniny bilden der Bach Krośnica und der Pass Snozka. Im Westen grenzen die Gorce am Pass Sieniawskaan an die Saybuscher Beskiden (Podhalańskie-Kamm).
Die Gorce erstrecken sich breitenkreisparallel über eine Länge von etwa 40 km und meridional über 20 km. Auf den Landkarten erinnert der Gebirgszug an einen Seestern, zentriert auf den höchsten Gipfel Turbacz.
Die höchsten Erhebungen sind: Turbacz (1310 m), Jaworzyna Kamienicka (1288 m), Kiczora (1282 m), Kudłoń (1276 m), Czoło Turbacza (1259 m), Mostownica (1251 m), Gorc Troszacki (1235 m), Gorc (1228 m), Lubań (1225 m).

## Schutzgebiete
1981 wurde der Nationalpark Gorce gegründet.

## Panorama

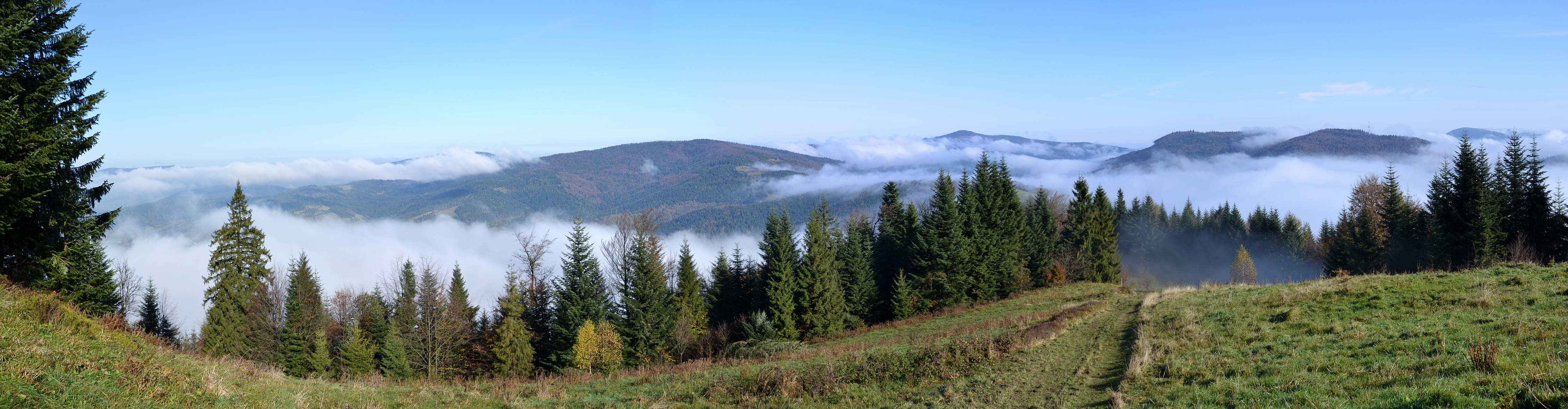
Gorce und Inselbeskiden von der Polana Jaworzynka